# Félix Leclerc

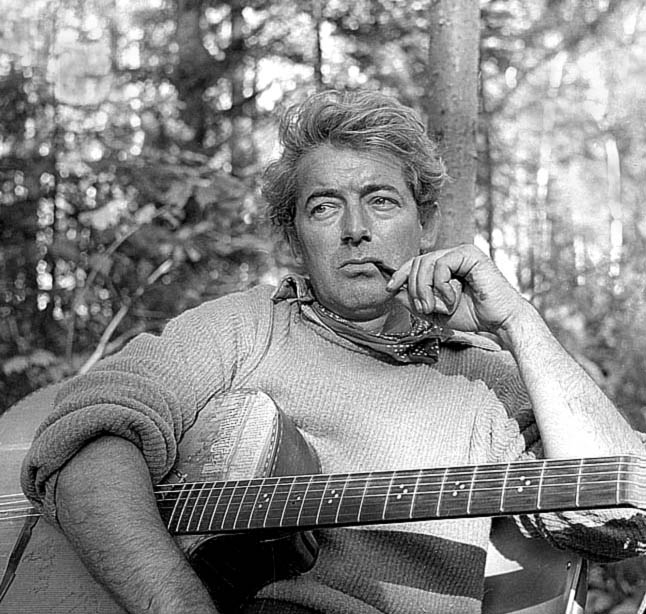
Félix Leclerc en julio de 1957.

Félix Leclerc (La Tuque, Quebec, Canadá, 2 de agosto de 1914 - Saint-Pierre-de-l'Île-d'Orléans, Quebec, Canadá, 8 de agosto de 1988) fue un cantautor, compositor, poeta y escritor quebequés de música folclórica. 
Cuentero y poeta, fue uno de los cantantes más gustados de Quebec y tuvo también una carrera importante en Francia, donde dio a conocer la cultura quebequense después de la II Guerra Mundial, abriéndoles así el camino a muchos otros chansonniers o cantautores de música folclórica de Quebec. Además, Leclerc fue un importante defensor del nacionalismo quebequés y de la independencia de Quebec respecto de Canadá.

## Discografía
- 1951: Chante ses derniers succès sur disques
- 1957: Félix Leclerc chante
- 1958: Félix Leclerc et sa guitare, vol. 1
- 1959: Félix Leclerc et sa guitare, vol. 2
- 1959: Félix Leclerc et sa guitare, vol. 3
- 1962: Le Roi heureux
- 1964: Félix Leclerc
- 1964: Mes premières chansons
- 1966: Moi mes chansons
- 1967: La Vie
- 1968: L'Héritage
- 1969: Félix Leclerc dit pieds nus dans l'aube
- 1969: J'inviterai l'enfance
- 1973: L'alouette en colère
- 1974: J'ai vu le loup, le renard, le lion, avec Gilles Vigneault et Robert Charlebois
- 1975: La tour de l'île
- 1978: Mon fils
- 1979: Chanson dans la mémoire longtemps